# The Perfect Melody
The Perfect Melody (en español: La melodía perfecta) es el primer álbum de estudio del cantante puertorriqueño Zion como solista, conocido por ser integrante del dúo Zion & Lennox. Fue publicado el 5 de junio de 2007 a través de su sello discográfico Baby Records, mientras que la distribución estuvo a cargo de Universal Motown y The Coalition (Coalition Music Group y Street Records Corporation).
El álbum tiene quince canciones, las cuales principalmente están contextualizadas al amor y la traición, estilo que siempre ha predominado en el cantante. Dentro del álbum hay duetos atípicos, como el R&B «The Way She Moves» junto al rapero Akon, y «La Neta», una cumbia con la banda mexicana Los Super Reyes.
En su primera semana, obtuvo ventas de 13 500 dentro de Estados Unidos, ingresando en la posición 53 en la lista Billboard 200.

## Antecedentes
Félix “Zion” Ortiz había formado parte del dúo Zion & Lennox desde 2001. Luego de tres años recibiendo atención en la escena musical de Puerto Rico, publicaron su primer álbum de estudio Motivando a la Yal, logrando una edición especial un año después, que pudo ingresar al top 10 de las listas musicales de la revista Billboard, en particular la categoría Top Latin Albums.
A mediados de 2006, tuvieron un pequeño descanso como dúo, especificando que fue una decisión de negocios y que buscaban hacer cosas individualmente, con ambos planificando sus proyectos solitarios como también desarrollando las carreras musicales de nuevos prospectos en sus sellos discográficos respectivos.

## Contenido

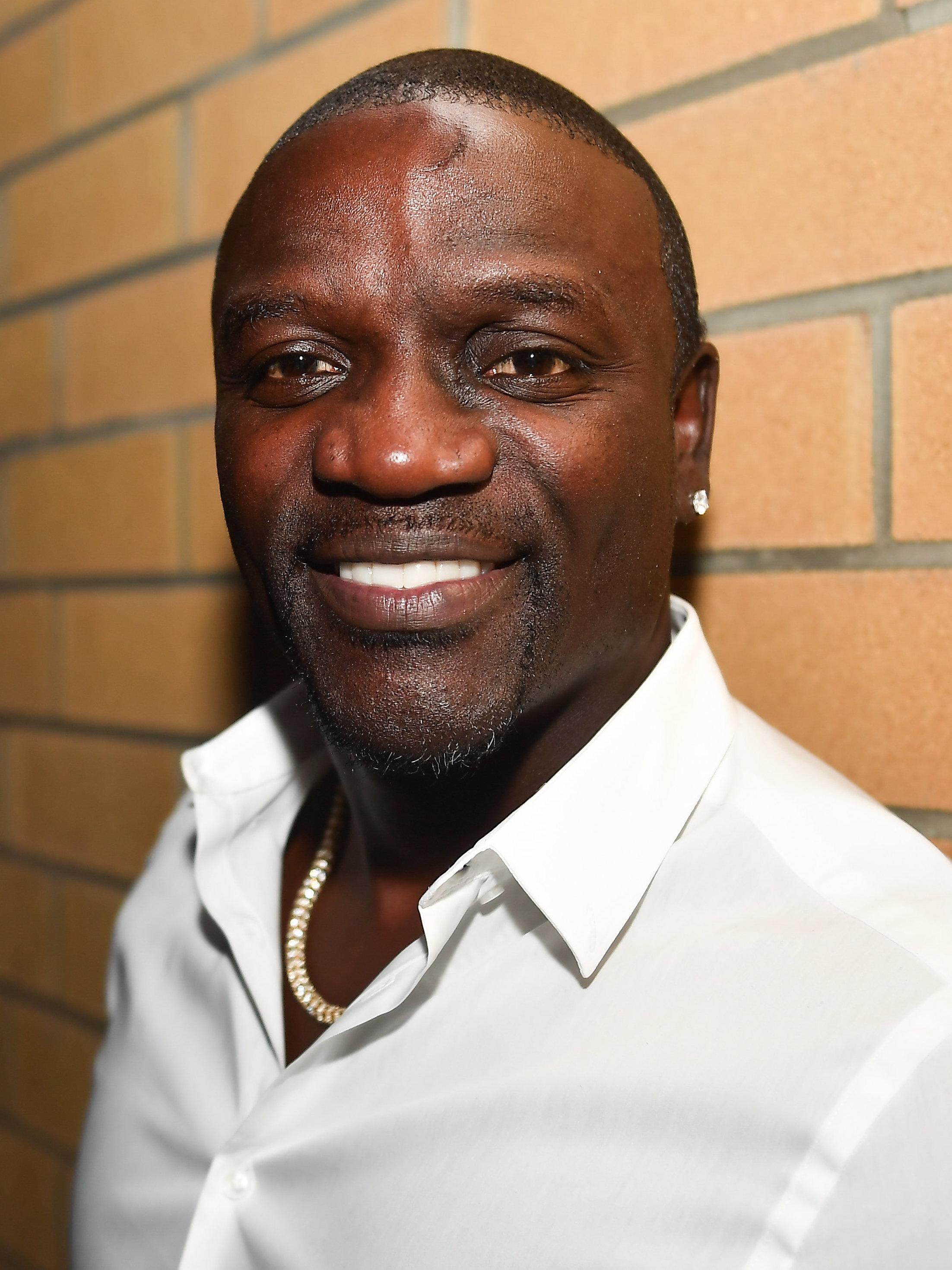
La idea de colaborar con Akon fue presentada a Zion por uno de sus socios en Baby Records.

Con la separación ya oficial, Ortiz estuvo planificando un álbum en solitario, del cual afirma era originalmente una compilación de varios artistas llamada Flow Factory, con una lista inicial de 16 canciones y contenía como sencillos promocionales las canciones «Fantasma» y «Sorpresa», interpretado por el dúo Arcángel & De la Ghetto. Los planes fueron posteriormente cancelados por el cantante, describiendo que tuvo “malas experiencias con talento joven”, lo que llevó su decisión a volverlo un álbum de estudio. Esto ocurrió luego de tener discrepancias con Arcángel sobre sus proyectos futuros, con este último pagando su release por $400 000 dólares como también disolviendo su dúo con De la Ghetto.
La producción inicial fue traslada a Miami, en donde se mezcló ritmos caribeños con algunos más norteamericanos, algunos eran arraigados en el R&B como «Oh Mami» y algunas eran baladas lentas, como «Te vas». Sobre los ritmos en el álbum, el cantante explicaba que su intención era incluir ritmos pasados como pop, hip-hop y R&B para poder atraer nueva audiencia, aunque sin desligarse del reguetón que forma parte como sus raíces musicales. Hablando sobre las colaboraciones, Ortiz afirma lo complejo de la colaboración con Akon, teniendo una grabación en noviembre limitada a 24 horas.
En cuanto a las letras, Ortiz explicaba: “[Quiero] contar las cosas que pasan en la vida: el amor, el desamor, el despecho; todo lo que puede sentir un ser humano”. Otro aspecto destacado fue la interpretación de tres canciones en inglés: «Money», «Your Body» junto a De la Ghetto y «The Way She Moves» con Akon.

## Promoción
La publicación del álbum fue definida para el 5 de junio de 2007, mismo día que el álbum de estudio El cartel: The Big Boss de Daddy Yankee. Una celebración ofrecida por el cantante tuvo lugar en el club Monnigans de Isla Verde, donde fueron invitados colegas como De la Ghetto, Divino, Eddie Dee, Jomar, DJ Nelson y Tazmania.
Debido al éxito bilingüe de «The Way She Moves» en Estados Unidos, tuvo unas presentaciones en el país acreditado como cantante de R&B y hip-hop, esto en su paso por el Crocodile Rock de Allentown. Una extensión por el país bajo el nombre Zion’s Heineken Birthday Bash tuvo presentaciones en Miami, donde estuvo Eddie Dee, y en Nueva York junto a Daddy Yankee. Luego de otras presentaciones por República Dominicana, Venezuela, Colombia y Honduras, tuvo un concierto especial el 21 de noviembre en el Coliseo de Puerto Rico José Miguel Agrelot con su show Welcome to My World.

### Sencillos
- El primer sencillo promocional fue «Fantasma», originalmente como promoción para la compilación de varios artistas Flow Factory, con un vídeo musical grabado a mediados de 2006 en el parque del Laberinto de Horta, Barcelona.[10] Tuvo diferentes versiones, en particular una fue producida por Luny Tunes y Tainy con apoyo de Walde y Nales, del cual solo fue publicado de manera oficial el instrumental en la compilación Kings of Beats, vol. 2 (2006) de Luny Tunes.[21] La versión del álbum cuenta con la voz de Zion regrabada y en multitrack, a diferencia de los cortes anteriores. Alcanzó la posición número 10 en la lista Latin Rhythm Airplay y número 22 en los Hot Latin Songs.[22][23]

- El segundo sencillo es el dueto «The Way She Moves» junto al rapero-productor Akon, el cual impregnó en la canción un sonido R&B contemporáneo y soul con raíces latinas. El sencillo fue publicado en abril de 2007 en radios,[24] y a partir del año siguiente fue publicada junto a «Zun da da» para descargas digitales, en particular como lado B en algunas ediciones. Un vídeo musical fue grabado a mediados de mayo en pleno Hollywood, para coincidir con la fecha de lanzamiento del álbum.[25] Este sencillo alcanzó la posición 3 en el Latin Rhythm Airplay y la posición 1 en el Hot Latin Songs de Billboard.[26][27]

- El tercer sencillo, «Zun da da», es un tema de reguetón producido por DJ Memo y con letras compuestas por Gabriel Cruz, conocido como Wise.[28] Fue publicado en julio para las estaciones de radio y junto a «The Way She Moves» desde 2008 también fue liberado para descargas digitales. Posee un loop de batería, arreglos de violín en la introducción y trayecto de la canción, además de un ligero toque de sintetizador para el ritmo. Fue incluida en la lista de Rolling Stone sobre las 100 mejores canciones de reguetón.[29]

Otras canciones destacadas
- «Amor de Pobre», la colaboración de Eddie Dee, en donde se destaca la mezcla del ritmo de reguetón con toques de cumbia y vallenato, fue principalmente producida por Mr. G y compuesta por Ortiz y Ávila. Un vídeo promocional fue grabado en Colombia durante septiembre de 2007.[30]

## Lista de canciones

### Estándar
- Según los créditos aparecidos en las portadas del álbum original.[31]

| N.º   | Título                                       | Productor(es)             | Duración |  |
| 1.    | «Zun Da Da»                                  | DJ Memo                   | 5:03     |  |
| 2.    | «Abre la puerta»                             | Nely                      | 3:48     |  |
| 3.    | «The Way She Moves» (con Akon)               | Akon                      | 3:53     |  |
| 4.    | «Amor de pobre» (con Eddie Dee)              | Mr. G · Walde · Eddie Dee | 3:58     |  |
| 5.    | «Oh mami»                                    | Tainy                     | 3:02     |  |
| 6.    | «Hagamos el amor» (con Rell y Tony Tun-Tun)  | Nely                      | 4:06     |  |
| 7.    | «Bésame»                                     | Tainy                     | 3:16     |  |
| 8.    | «Your Body» (con De la Ghetto)               | Tainy                     | 5:01     |  |
| 9.    | «Te vas»                                     | Tainy                     | 4:47     |  |
| 10.   | «Cuarta nivel» (con Jowell & Randy)          | Live Music                | 4:01     |  |
| 11.   | «Money»                                      | Play-N-Skillz             | 3:36     |  |
| 12.   | «La neta» (con Cruz “Kumbia Kingz” Martínez) | Cruz Martínez             | 3:28     |  |
| 13.   | «Amor»                                       | Walde · Tainy             | 3:19     |  |
| 14.   | «Periódico de ayer»                          | Nely · Tainy              | 3:16     |  |
| 15.   | «Fantasma»                                   | Walde · Junito            | 3:54     |  |
| 58:28 |                                              |                           |          |  |

Notas
- La pista 2 aparece incorrectamente nombrado en todos los formatos como «Habre la Puerta».
- La pista 12 también fue incluido en el álbum de Los Super Reyes titulado El Regreso de los Reyes.

### Canciones extras
- «María» fue un bonus track exclusivo de las preventas de Target y iTunes.[32] Las canciones «Pide más» y «Eres tú» fueron exclusivas del servicio Best Buy. Wal-Mart incluía como bonus tracks los duetos «Aventura en la Noche» y «Sé que tú».

| Preventa Target y iTunes |                      |          |  |
| N.º                      | Título               | Duración |  |
| 16.                      | «María» (con Lennox) | 4:11     |  |
| 01:02:39                 |                      |          |  |

| Best Buy |                         |          |  |
| N.º      | Título                  | Duración |  |
| 16.      | «Pide más» (con Mackie) | 2:58     |  |
| 17.      | «Eres tú»               | 4:12     |  |
| 01:05:38 |                         |          |  |

| Wal-Mart |                                             |          |  |
| N.º      | Título                                      | Duración |  |
| 16.      | «Aventura en la noche» (con Urban Symphony) | 3:39     |  |
| 17.      | «Sé que tú» (con Miguelito)                 | 3:03     |  |
| 01:05:10 |                                             |          |  |

## Créditos y personal
Adaptados desde los créditos de AllMusic y del álbum original.
Artistas y producción
- Félix Ortiz Torres – Artista principal, composición, productor ejecutivo.
- Johinnes Ibonnet – Productor ejecutivo.
- Luis Navarro – Productor ejecutivo.
- Gabriel Cruz Padilla – Composición (1, 5, 9, 14).
- Raymond Díaz (DJ Memo) – Mezcla, producción (1).
- Waldemar Sabat (Walde) – Ingeniero de grabación, mezcla, producción.
- Josías de la Cruz – Ingeniero de grabación, mezcla, producción.
- Aliaume “Akon” Thiam – Artista invitado, composición, producción (3).
- Patrick “Pat” Viala – Mezcla (3).
- Mark “Exit” Goodchild – Ingeniero de grabación (3).
- Eddie Dee – Artista invitado, composición, producción (4).
- Elvis García (Mr. G) – Mezcla, producción (4).
- Rafy 9 Fingers – Mezcla (4).
- Mario de Jesús (Marioso) – Ingeniero de grabación (4, 13).
- Marcos Masis – Ingeniero de grabación, mezcla, producción.
- Juan Castro (Tony Tun Tun) – Artista invitado (6).
- Gerrell Gaddis (Rell) – Artista invitado (6).
- Rafael Castillo – Artista invitado, composición (8).
- Jorge “Joker” Elvira – Ingeniero de grabación (8).
- Benjamin Diehl – Ingeniero de grabación (9).
- Joel Muñoz, Randy Ortiz – Artista invitado, composición (10).
- Giann Arias (DJ Giann) – Producción, mezcla (10).
- David Torres, Melvin Maldonado (Dexter & Mr. Greenz) – Producción (10).
- Juan Salinas, Oscar Salinas – Composición, producción, voces de apoyo (11).
- J. Reyes – Composición (11).
- Hal Fitzgerald – Mezcla en Maximedia Studios (11).
- Sayyd Droullard – Ingeniero de grabación (11).
- Andros Rodríguez – Ingeniero de grabación (11).
- Cruz Martínez – Artista invitado, composición, grabación, mezcla, producción (12).
- Oscar “El Abuelo” González – Mezcla (12).
- Alex Flores – Ingeniero de grabación (12).
- Frank Chito García – Ingeniero de grabación (12).
- Luis Colon (Head Knocker) – Mezcla (15).
- José “Junito” de Diego – Producción (15).

The Coalition
- Johines Ibonnet – A&R (CMG).
- José “Junito” de Diego – A&R, Ventas y marketing (Baby Records).
- Carlos “Tone Capone” Acosta – Ventas y marketing (CMG).
- Elliot Resnick – Legal, Esq. (CMG).
- Rand Levin – Legal, Esq. (Universal Motown).
- Michelle George – Mánager del producto (Universal Motown).
- Sandy Brummels – Director creativo (Universal Motown).
- Lorna Leighton – Dirección de arte (Universal Motown).
- Mariella Sosa – Fotografía.
- Carla Sosa – Asistente de fotografía.

## Posicionamiento en listas
| Listas (2007)                        | Mejor posición |
| ------------------------------------ | -------------- |
| Estados Unidos (Billboard 200)       | 53             |
| Estados Unidos (Latin Rhythm Albums) | 2              |
| Estados Unidos (Top Latin Albums)    | 2              |
| Estados Unidos (Top Rap Albums)      | 7              |

| Listas (2007)                        | Posición |
| ------------------------------------ | -------- |
| Estados Unidos (Latin Rhythm Albums) | 12       |
| Estados Unidos (Top Latin Albums)    | 55       |

## Certificaciones
| País (Certificador) | Certificación   | Ventas certificadas |
| --- | --------------- | ------------------- |
| Estados Unidos (RIAA) | Platino (Latin) | 100 000*            |
| ^cifras de envíos basadas únicamente en la certificación xcifras no especificadas basadas únicamente en la certificación |                 |                     |

## Premios y nominaciones
| Año  | Premios            | Categoría                  | Resultado |
| ---- | ------------------ | -------------------------- | --------- |
| 2008 | Premios Lo Nuestro | Mejor álbum urbano del año | Nominado  |